# Pia Kjærsgaard
Pia Marete Kjærsgaard (n. 23 februarie 1947) este un politician din Danemarca. Ea este co-fondatorul Partidului Popular Danez, acesta este un partid național-conservator, nativist, a treia forțǎ politică din țarǎ. Ea a devenit una dintre cei mai cunoscuți politicieni din Danemarca în ultima perioadǎ, atât pentru poziția ei vocalǎ și fermǎ împotriva imigrației și multiculturalismului, precum și pentru sprijinul său parlamentar pentru guvernele de centru-dreapta ale lui Anders Fogh Rasmussen și Lars Løkke Rasmussen din 2001-2011.

## Legǎturi externe
- Biografia Piei Kjærsgaard

1. ↑  Pia Kjarsgaard, Munzinger Personen, accesat în 9 octombrie 2017
2. 1 2 3   http://www.ft.dk/folketinget/findmedlem/dfpikj.aspx Lipsește sau este vid: |title= (ajutor)
3. ↑   https://www.ft.dk/medlemmer/mf/p/pia-kjaersgaard Lipsește sau este vid: |title= (ajutor)